# Angerdshestra
Angerdshestra är kyrkbyn i Angerdshestra socken i Jönköpings kommun i Jönköpings län. Från 2015 avgränsar SCB här en småort.
I byn ligger Angerdshestra kyrka.